# 天主教朴次茅斯教區
天主教朴次茅斯教區（拉丁語：Dioecesis Portus Magni）是英國英格蘭一個羅馬天主教教區。包括泰晤士河以南的伯克郡、牛津郡，多塞特郡的伯恩茅斯和漢普夏、懷特島和海峽群島全部。屬薩瑟克總教區。
2011年，有193,500名教友，估轄區總人口7.6%，有89個堂區、201名司鐸、42名終身執事、87名修士、266名修女。現任主教為羅格·霍利斯。
1882年升為教區。